# لوسی جونز
لوسی جونز (به انگلیسی: Lucie Jones) (زاده ۲۰ مارس ۱۹۹۱) خواننده، بازیگر، مدل بریتانیایی است.
او در مسابقه آواز یوروویژن ۲۰۱۷ نماینده بریتانیا بود.

## بخشی از فیلمشناسی
از فیلم‌ها یا برنامه‌های تلویزیونی که وی در آن نقش داشته‌است می‌توان به آثار زیر اشاره کرد.
- ماجراهای سارا جین (۲۰۱۰)
- آدمکشان میدسامر (۲۰۱۵)
- مسابقه آواز یوروویژن ۲۰۱۷ (۲۰۱۷)
- بینوایان (موزیکال) (۲۰۱۰)